# Frode Gjerstad

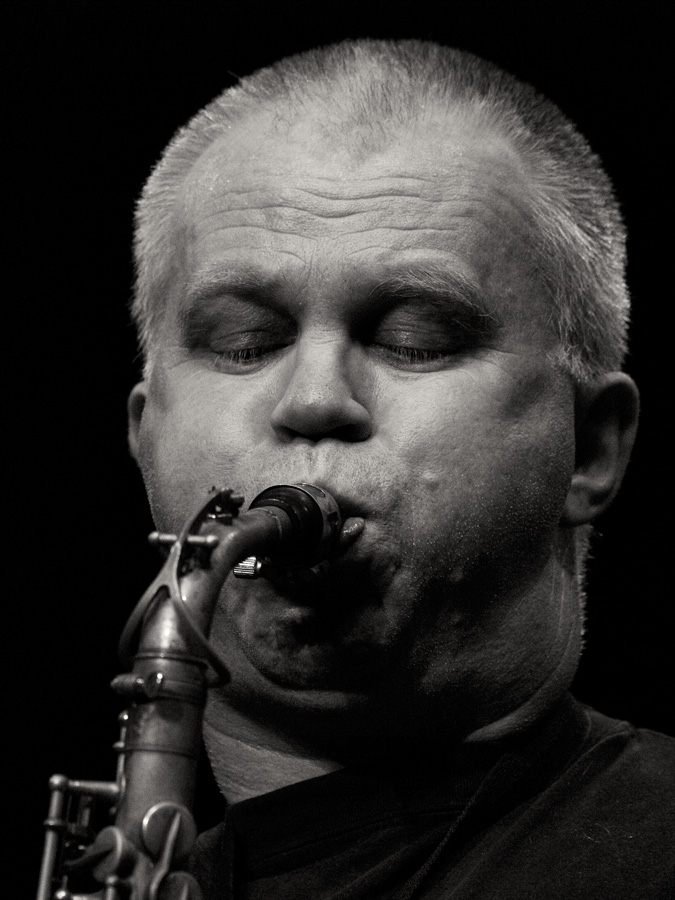
Frode Gjerstad, moers festival 2008

Frode Gjerstad (* 24. März 1948 in Stavanger) ist ein norwegischer Altsaxophonist, Flötist und Klarinettist des Free Jazz und Creative Jazz.

## Leben und Wirken
Gjerstad begann als Trompeter, wechselte aber als Aushilfe für eine R&B-Band zum Saxophon und ist seitdem bei den Holzblasinstrumenten geblieben. Gjerstad fühlte sich zum Free Jazz hingezogen, nachdem er Alben von Eric Dolphy und Albert Ayler gehört hatte. Fast ein Jahrzehnt nach seinen Anfängen als Saxophonist gründete er sein eigenes Label. Er hatte Schwierigkeiten, andere Musiker in Norwegen zu finden, die daran interessiert waren, frei zu spielen, so dass er zunächst eine Soloaufnahme produzierte.
Gjerstad gründete schließlich 1981 mit John Stevens und Johnny Dyani die Formation Detail (in der teilweise auch der Pianist Eivin One Pedersen und später weitere Musiker wie Bobby Bradford mitwirkten). 1985 entstand sein großformatiges Circulasione Totale Orchestra in Stavanger, mit dem er 1989 zunächst das Album „Dancemble“ einspielte, dem weitere Alben wie Recycling Grieg oder Borealis folgten (und in dem 2008 an Open Port Musiker wie Louis Moholo, Bobby Bradford und Sabir Mateen mitwirkten). Außerdem arbeitet Gjerstad mit wechselnden Gruppen in den Vereinigten Staaten und Europa und arbeitete mit Musikern wie Peter Brötzmann, Evan Parker, Derek Bailey, Bjørn Kjellemyr, Terje Isungset und William Parker bei Plattenprojekten zusammen. 
Mit dem Schlagzeuger Paal Nilssen-Love und dem Bassisten Øyvind Storesund bildete Gjerstad 1999 das Frode Gjerstad Trio, mit dem er zahlreiche Alben einspielte, zuletzt einen Live-Auftritt mit dem Posaunisten Steve Swell (Bop Stop 2018). 2011 nahm er mit seiner groveorientierten Formation Circulasione Totale Orchestra das Album PhilaOslo auf; 2020 folgte Tampere -08 . 2013 startete er das Projekt Tipple mit Kevin Norton (Schlagzeug und Vibraphon) und David Watson (elektrische Gitarre), das mittlerweile auf mehreren Alben dokumentiert ist. Im Trio mit Hamid Drake und William Parker legte er 2017 die 4-CD-Box Frode Gjerstad with Hamid Drake and William Parker vor. Gemeinsam mit Fred Lonberg-Holm und Matthew Shipp entstand Season of Sadness (2018).
2008 wurde er mit dem Buddyprisen, dem wichtigsten Jazzpreis Norwegens, ausgezeichnet.

## Auswahldiskographie
- Hello, Goodybe (Emanem, 1992)
- Seeing New York from the Ear (Cadence, 1996) mit Hamid Drake, William Parker
- Ultima (Cadence, 1997)
- Ivisible Touch (Cadence, 1998) Duo mit P. Brötzmann
- The Blessing Light (Cadence, 2000)
- Bobby Bradford, Frode Gjerstad, Ingebrigt Håker Flaten, Paal Nilssen-Love: Kampen (2012)
- Hasselt (Not Two, 2006, ed. 2017), mit Paal Nilssen-Love, Peter Fris-Nielsen, Sabir Mateen
- Nearby Faraway (PNL Records, 2017), mit Paal Nilssen-Love
- Bob Stop (Clean Feed, 2018)
- Moons of Saturn (Dimensional, 2018), mit Itzam Cano, Gabriel Lauber
- Bobby Bradford / Frode Gjerstad / Kent Carter / John Stevens: Blue Cat (NoBusiness, 2019)
- Borah Bergman/Frode Gjerstad  NY -95 (Circulasione Totale, ed. 2019)
- Frode Gjerstad, Hamid Drake, William Parker: In Memory of Lester Bowie (2019)
- MIR Duo-12 (2020), mit Steve Noble
- New Zealand Veach (2020), mit Jon Rune Strøm, Paal Nilssen-Love
- Seeds(2020), mit Kristian Lien Enkerud, Laurits Husø, Michael Lee
- We Speak (Relative Pitch Records, 2023), mit Matthew Shipp
- Frode Gjerstad, Isach Skeidsvoll, Ole Mofjell: Broken Compass (Circulasione Totale, 2023)
- Unknown Purposes (Circulasione Totale, 2024), mit Rune Strøm, Paal Nilssen-Love
- Bobby Bradford, Frode Gjerstad, William Roper & Alex Cline: Frice (2024)